# Academia Nacional de Medicina (Argentina)
La Academia Nacional de Medicina fue creada por Bernardino Rivadavia mediante un decreto el 9 de abril de 1822 como entidad autónoma sin fines de lucro, dos años después de la Academia de Medicina de París. Es la más antigua de América.
Su historia se inicia a la par de la enseñanza universitaria en Buenos Aires, y su trayectoria derivó en su tratamiento actual de Honorable Academia Nacional de Medicina.
Su sede se encuentra ubicada en la Av. Gral. Las Heras 3092 de la Ciudad de Buenos Aires, y fue inaugurada el 16 de abril de 1942.

## Miembros fundadores
Los médicos:
- Justo García y Valdez
- Juan Antonio Fernández
- Francisco Cosme Argerich
- Francisco Paula Rivero
- Manuel Moreno
- Juan Madera
- Pedro Rojas
- Andrés Dick
- Pedro Carrasco
- Sebastián Saboredo
- Jayme Lepper
- Juan Carlos Durand

## Académicos titulares
La academia está integrada por treinta y cinco académicos titulares ad honorem y vitalicios, elegidos por sus pares mediante un mecanismo de selección y designados por el propio Plenario Académico; los mismos ocupan sitiales numerados y nominados, que llevan el nombre de exmiembros históricos que los ocuparon. 
Sus integrantes se reúnen en el Plenario Académico para tratar temas de interés científico y realizar las votaciones reglamentarias que correspondan.
La academia está regida por un Consejo de Administración: integrado por presidente, vicepresidente, secretario general, tesorero, protesorero y secretario de actas, que se renueva cada dos años.
Existen otras categorías de miembros: las de honorarios y correspondientes nacionales y extranjeros.

## Sitiales académicos

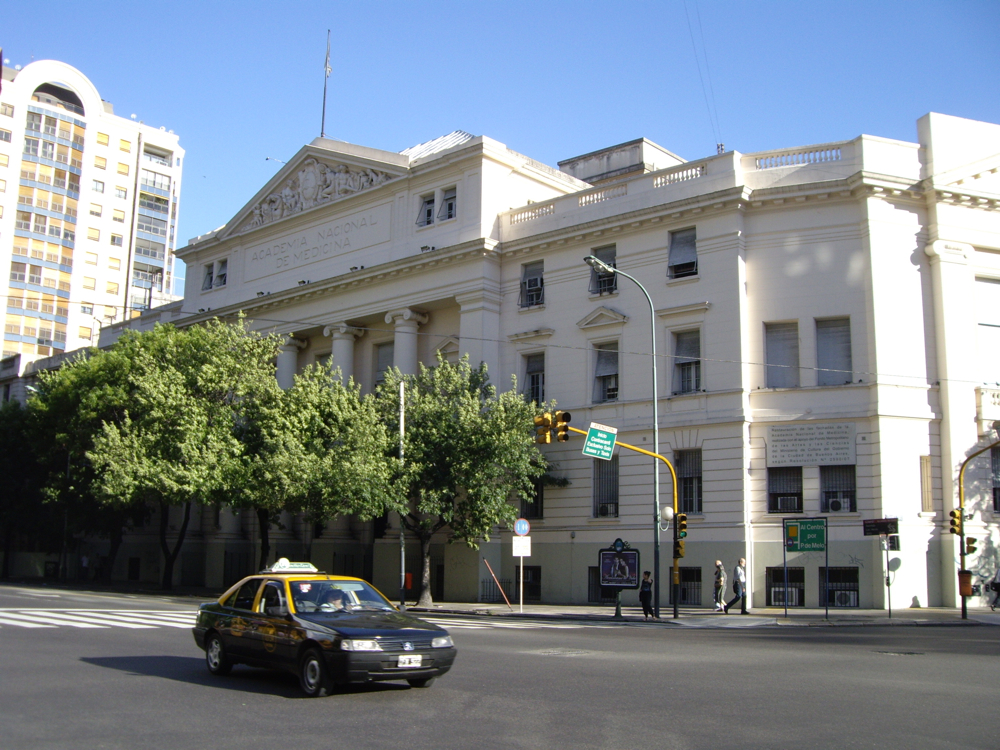

En 1994, bajo la presidencia del académico Osvaldo Fustinoni, el plenario académico aprobó la propuesta de designar 35 sitiales con los nombres de miembros destacados del pasado médico de la República Argentina. De esta manera, la academia rinde su homenaje a las figuras relevantes del pasado académico.
Nómina de sitiales
1. Francisco Javier Muñiz
2. Martín Marcos Torino
3. Eduardo Braun Menéndez
4. Francisco Cosme Argerich
5. Bernardo A. Houssay
6. Luis Güemes
7. Pedro Nolasco Rojas
8. José Penna
9. Carlos E. Ottolenghi
10. Gregorio Aráoz Alfaro
11. Eduardo Wilde
12. Guillermo C. Rawson
13. José M. Ramos Mejía
14. Eliseo Cantón
15. Domingo Cabred
16. Osvaldo Loudet
17. Marcial Ignacio Quiroga
18. Alejandro Cabanne
19. Manuel Porcel de Peralta
20. Marcelino Herrera Vegas
21. Emilio Astolfi
22. Enrique B. Del Castillo
23. Ricardo Finochietto
24. Mariano R. Castex
25. Mauricio González Catán
26. Marcelo Viñas
27. Luis Federico Leloir
28. Alberto Peralta Ramos
29. Nerio Rojas
30. Juan Aníbal Domínguez
31. Norberto Quirno
32. Bernardino Maraini
33. Juan Carlos Ahumada
34. Alejandro Raimondi
35. Juan Carlos Navarro

## La Biblioteca de la Academia Nacional de Medicina de Buenos Aires
La Biblioteca de la Academia Nacional de Medicina de Buenos Aires fue fundada en 1938 con la donación de 11 000 volúmenes que pertenecían a los doctores Marcelino y Rafael Herrera Vegas. En el actual edificio, fue inaugurada en abril de 1944.
Es de carácter público, y tiene como tarea prioritaria la búsqueda de información actualizada a través de los nuevos medios disponibles que ofrecen los avances tecnológicos en el área de la medicina y ciencias afines, satisfaciendo las necesidades de información de investigadores y profesionales.

## Institutos
Dentro de la Academia Nacional de Medicina de Buenos Aires, funcionan tres institutos: Hematología, Epidemiología y Medicina Experimental, el último con doble dependencia: CONICET/ANM. Los tres institutos reúnen un total de más de 200 profesionales y técnicos.

### Instituto de Investigaciones Hematológicas “Mariano R. Castex” (IIHEMA)
Fue creado por iniciativa del entonces presidente de la academia, Mariano R. Castex , en 1956. Su primer director fue Alfredo Pavlovsky, académico de número. Al fallecer Castex, el instituto tomó su nombre. 
Las líneas de investigación son hematología, oncología e Inmunología. Además, brinda servicios a hospitales nacionales, provinciales y municipales en docencia, investigación, asistencia y seguimiento de terapéuticas de alta complejidad en pacientes hematológicos, oncohematológicos, con hemofilia y con trastornos de la hemostasia.

### Instituto de Medicina Experimental (IMEX)
El IMEX fue creado en 2010 por iniciativa del CONICET y la Academia Nacional de Medicina para organizar la actividad de 120 investigadores y becarios del CONICET que se desempeñaban en el ámbito de la Academia Nacional de Medicina.
Las líneas de investigación son biología celular, microbiología, inmunología, genética hematológica, medicina regenerativa, hemostasia y trombosis, cáncer, síndrome urémico hemolílico, angiogénesis y tuberculosis.

### Instituto de Investigaciones Epidemiológicas (IIE)
Creado en 1980 como Centro de Investigaciones Epidemiológicas, en 2006 cambió su categoría a Instituto de Investigaciones. El IIE contribuye con el conocimiento científico en la toma de decisiones en las intervenciones médicas y sanitarias basadas en la evidencia.
Las líneas de investigación son: organización y redes del sistema de salud; vigilancia epidemiológica, enfermedades desatendidas, enfermedades transmisibles, enfermedades crónicas, enfermedades de salud mental,  enfermedades degenerativas (hasta la evaluación de tecnologías), guías clínicas y estudios epidemiológicos
El IIE ha publicado más de 150 trabajos científicos en revistas nacionales e internacionales. El instituto ha recibido, por su aporte, trece premios nacionales e internacionales.